# Rezervația naturală Peșterile Carlsbad
Rezervația naturală Peșterile Carlsbad este un parc național localizat în Munții Guadalupe din sudul New Mexico.
Principala atracție a parcului, pentru mulți dintre vizitatori, o constituie panorama peșterii Carlsband Caverns. Vizitatorii peșterii se pot plimba în voie sau pot lua liftul care duce direct sub pământ. Parcul are două intrări: Districtul istoric Cavernes și districtul istoric Rattlesnake. Aproximativ două treimi din parc au fost lăsate ca o zonă pustie, pentru a se asigura că nicio modificare viitoare nu va fi adusă habitatului. 
Intrarea în parc este localizată în US Highway 62/180 la aproximativ 29 km sud-est de Carlsband,  New Mexico. Parcul participă în programul Tânărul paznic. 

## Istorie
Jim White a explorat multe camere și tot el le-a denumit, de exemplu: Camera mare, New Mexico, Palatul regelui, Camera reginei, Camera Papoose și Camera lacului verde. El a numit, de asemenea, multe dintre formațiunile proeminente din peșteră cum ar fi: Totem Pole, Witch's Finger, Giant Dome, Bottomless Pit, Fairyland, Iceberg Rock, Temple of the Sun și Rock of Ages.
Orașul Carlsbad, care dă numele său și parcului, este la rândul său numit după orașul ceh cunoscut anterior sub numele german Carlsbad (ortografia modernă: Karlsbad), iar acum este cunoscut sub numele ceh de Karlovy Vary, amândouă se traduc la fel: "Baia lui Charles". 

### Istoria legislativă
- Octombrie 25, 1923 - Președintele Calvin Coolidge semna proclamația (1679-Oct.25, 1923-43 Stat.1929) care stabilea că peștera Carlsbad era Monument Național.
- 1978 – Peștera Carlsbad a fost înființată ca Parc Național printr-un act semnat de președintele Jimmy Carter.

## Așa-zisele camere
Balloon Ballroom
Este localizată în încăperea de deasupra intrării. Această mică cameră a fost vizitată pentru prima oară legând o frânghie de niște baloane.
Bat Cave
Un pasaj mare, stâncos, neamenajat, conectat la coridorul principal de intrare. Majoritatea populației de lilieci din peșteră trăiește în această porțiune a peșterii, care a fost exploatată pentru guano la începutul secolului al XX-lea.
Bell Cord Room
Numit datorită prezenței unui stalactit lung și îngust, care trece printr-o gaură a tavanului, asemănător cu o frânghie care coboară din acoperișul unei clopotnițe. Această cameră este situată la capătul tunelului din partea stânga.
Bifrost Room

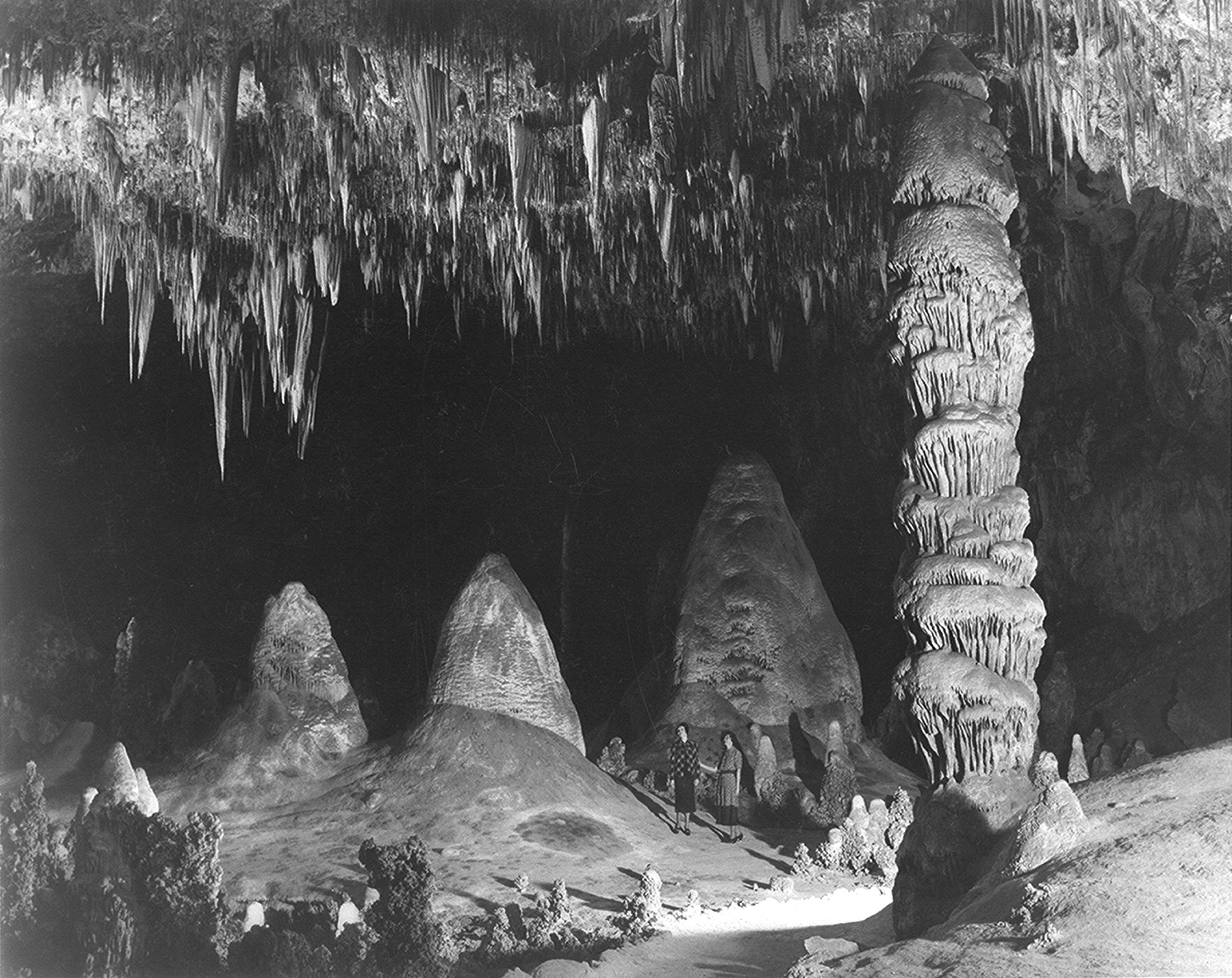
Rock of Ages în Big Room, fotografie de Ansel Adams, c. 1941

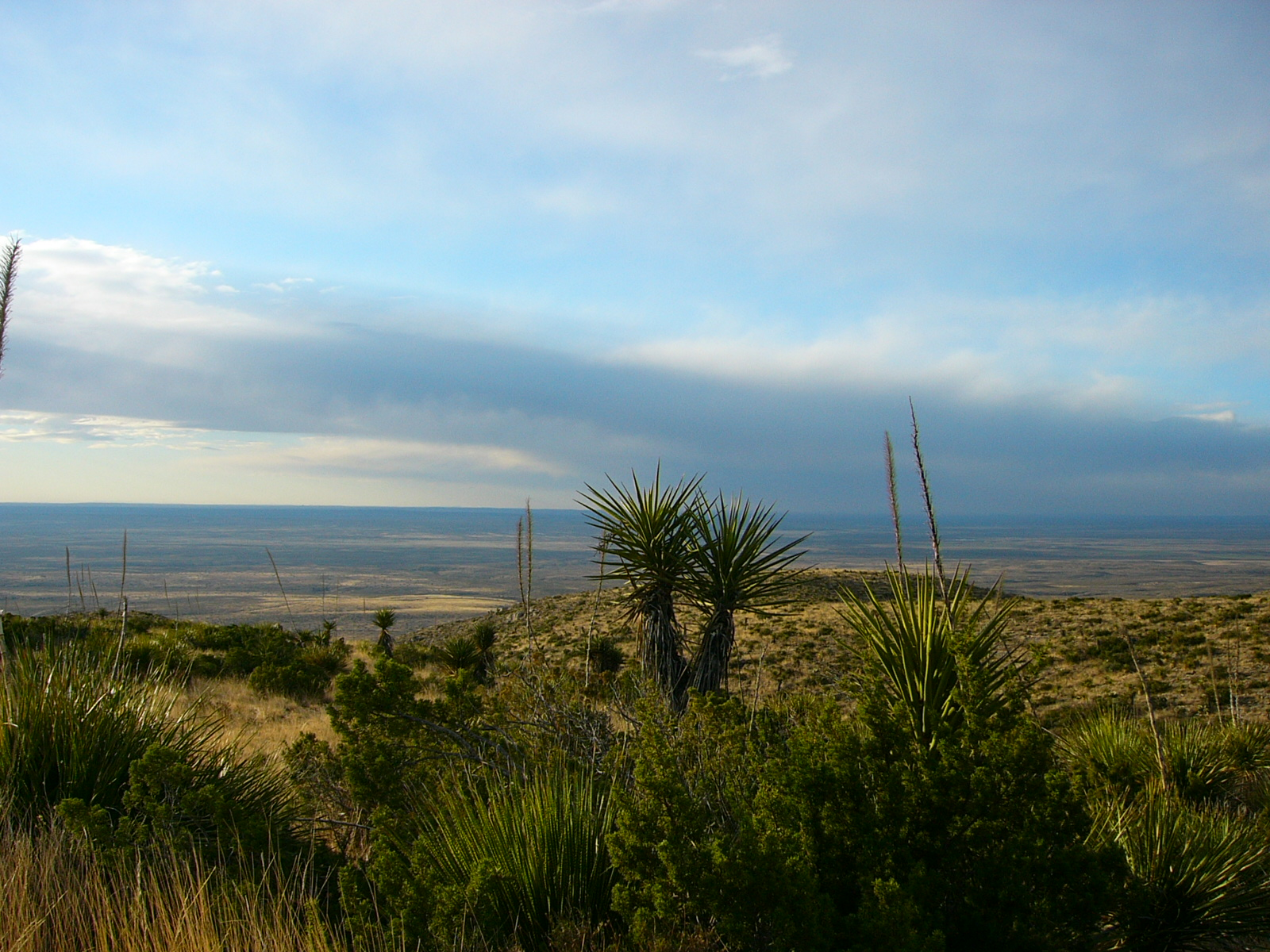
În afara intrării în peșteră.

Descoperită în 1982 este localizată în tavanul deasupra Lacului Norilor. Numele se referă la un mit norvegian care povestește despre o lume din ceruri care era accesibilă pe pamant cu ajutorul unui curcubeu (Podul Brifrost). Camerei i-a fost dat acest nume din cauza locației de deasupra camerei Lake of the Clouds și a formațiunilor de oxizi colorați. 
Big Room sau The Hall of the Giants
Este cea mai mare cameră din Carlsbad Caverns, cu o suprafață de 33.210 metri pătrați.
Chocolate High
Un labirint de pasaje mici, însumând o lungime de aproape 1500 de metri, descoperit în 1993 deasupra unei gropi de noroi din camera New Mexico, cunoscută sub denumirea de Chocolate Drop.
Green Lake Room
Una dintre cele mai cotate "Camere Scenice", este cunoscută pentru o piscină adâncă, de culoarea malachitului, aflată în colțul încăperii. În anii 1940, când armata a testat fezabilitatea peșterilor din Carlsbad pentru un posibil adăpost de urgență, Lacul Verde (Green Lake) a fost folosit pentru a identifica valuri cauzate de un test de bombe nucleare realizat la mai multe mile depărtare. Nu s-a remarcat nimic.
Guadalupe Room
Descoperită de un pădurar în 1966, este a doua cameră ca marime din peșterile Carlsbad. Este cunoscută pentru colecția densă a picăturilor care crează stalactite.
Hall of the White Giant
O cameră largă care conține o mare, albă stalagmită. Paznicii conduc în mod regulat tururi speciale în peșteră în această cameră.
King's Palace
Prima dintre cele patru camere dintr-o aripă cunoscută sub numele de "camere scenice", denumită după o formațiune tip castel din centrul camerei.
Lake of the Clouds
Cel mai jos punct cunoscut din peșteră. Acesta este situat într-un pasaj lateral față de Left Hand Tunnel. Este numit pentru lacul său mare, care conține formațiuni globulare, asemeni unor nori, care s-au format sub apă, când nivelul lacului era mult mai mare.
Left Hand Tunnel
Un pasaj lung, drept, marcat de fisuri adânci în podea. Aceste fisuri nu s-ar cunoaște să conducă undeva anume. Tunelul Left Hand duce spre Lake of the Clouds și Bell Cord Room.
Mystery Room
O cameră mare, înclinată, situată în afara Camerei Reginei (Queen's Chamber), numită pentru un zgomot inexplicabil, auzit doar aici. Un mic pasaj vertical la capătul îndepărtat face conexiunea cu Lower Cave (Peștera Inferioară).
New Section
O secțiune de fisuri la est de formațiunea White Giant și paralelă cu Bat Cave (Peștera Liliecilor). Noi descoperiri se fac încă în această secțiune.
Papoose Room
Localizată între camera Palatul Regelui (King's Palace) și Camera Reginei (Queen's Chamber).
Queen's Chamber
Considerată ca fiind cea mai frumoasă și mai pitorească zonă a peșterii. Lanterna lui Jim White a rămas fără baterie în această cameră în timp ce o explora și a stat în întuneric mai mult de o jumătate de oră. 
Spirit World
Situată, la cel mai înalt punct, în tavanul Camerei Mari (Big Room, o zonă cunoscută sub numele de "Top of the Cross" ), această zonă este plină de stalagmite albe care, la prima vedere a încăperii, seamănă cu niște îngeri. 
Talcum Passage
O cameră situată în Peștera de Jos (Lower Cave) unde podeaua este acoperită cu praf de ghips.

## Galerie

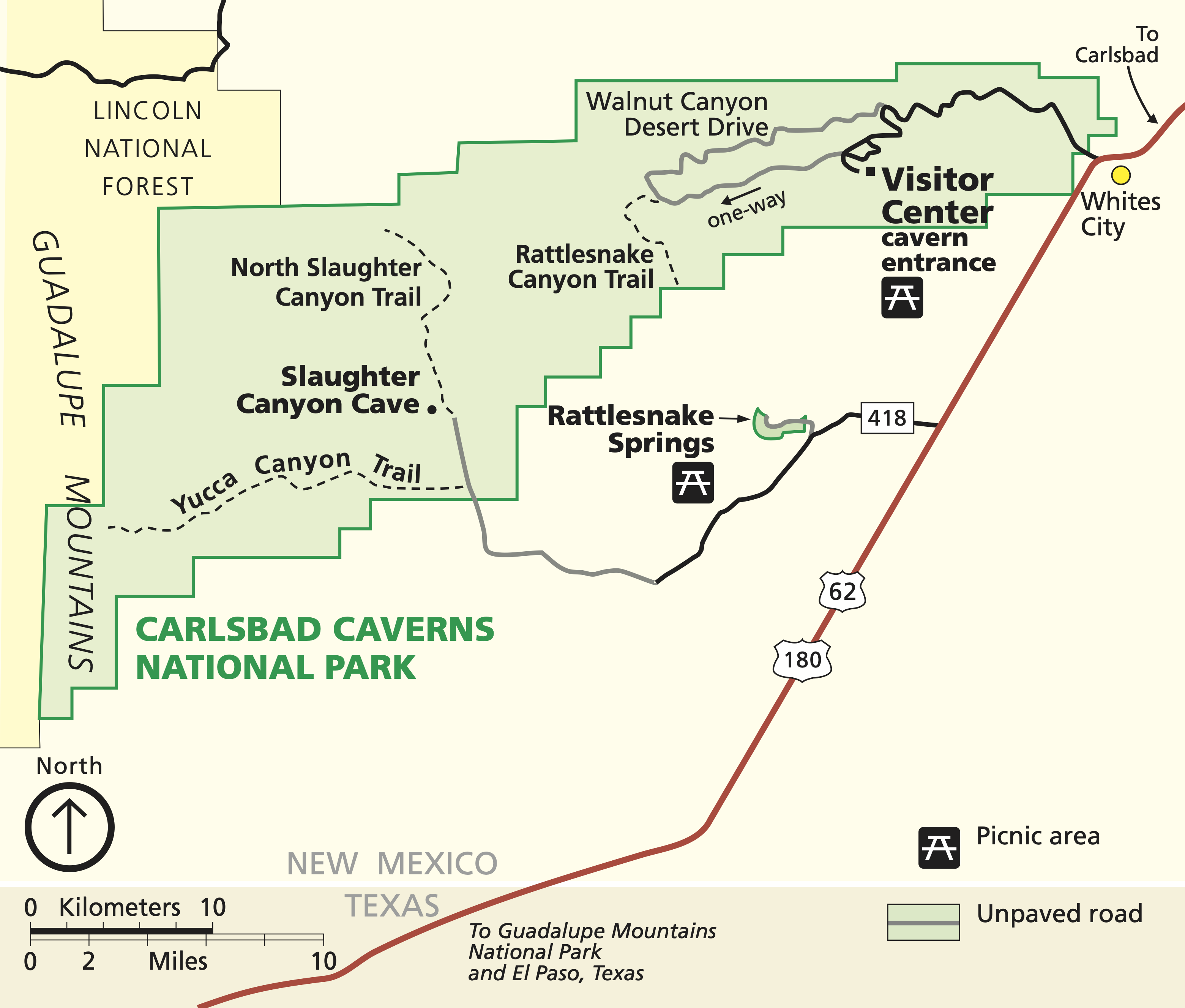
Harta
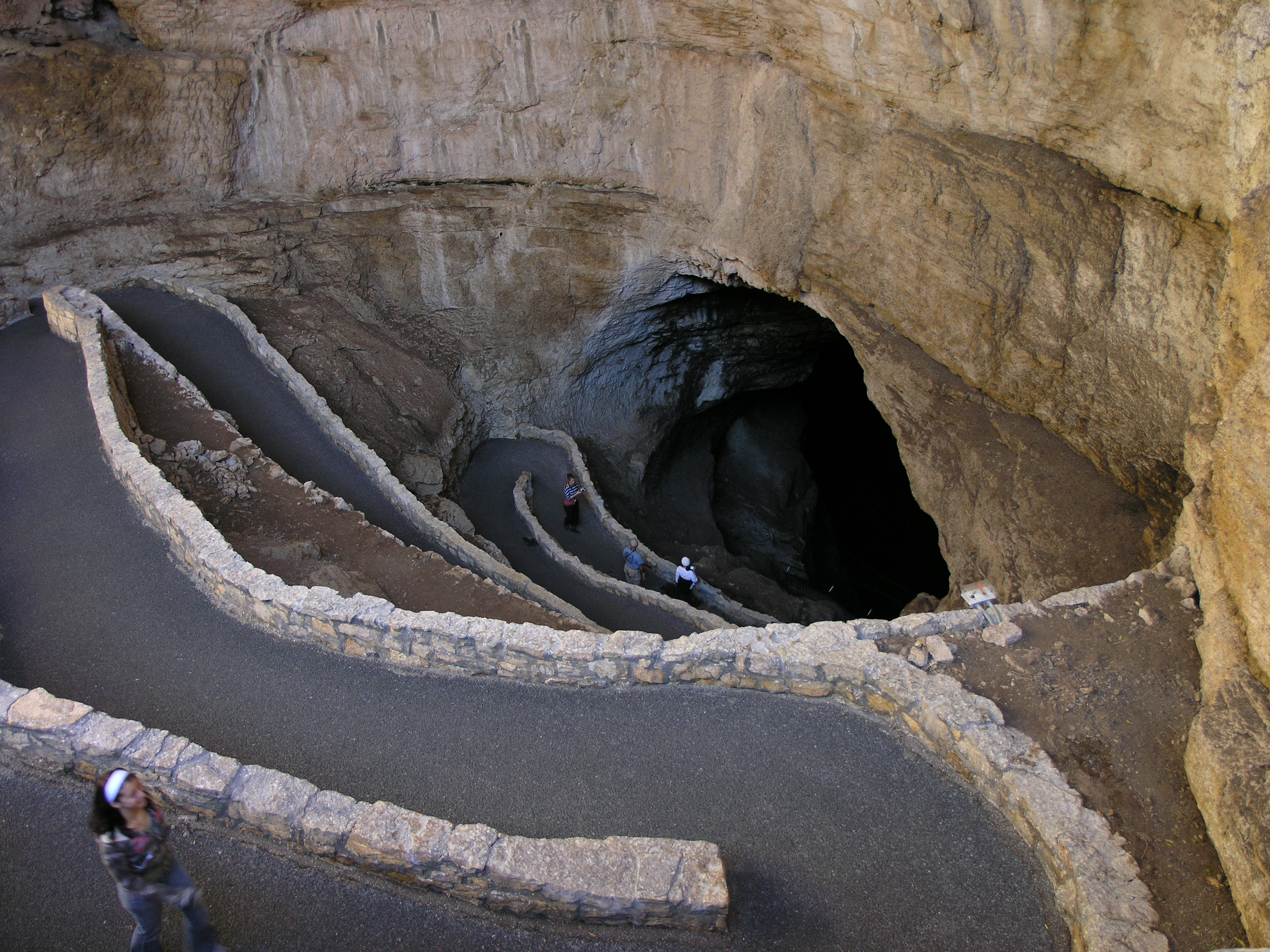
Traseul Switchback în intrarea naturală a peşterii
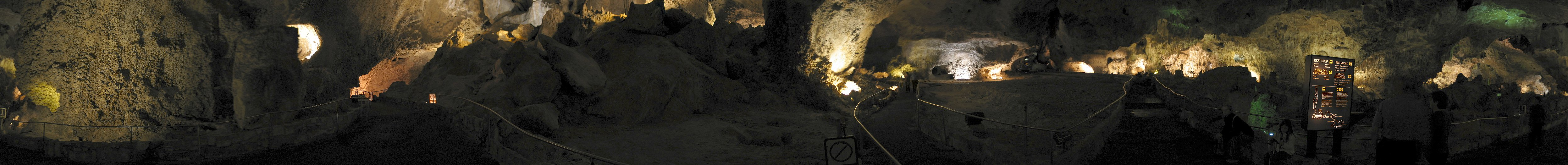
Panorama
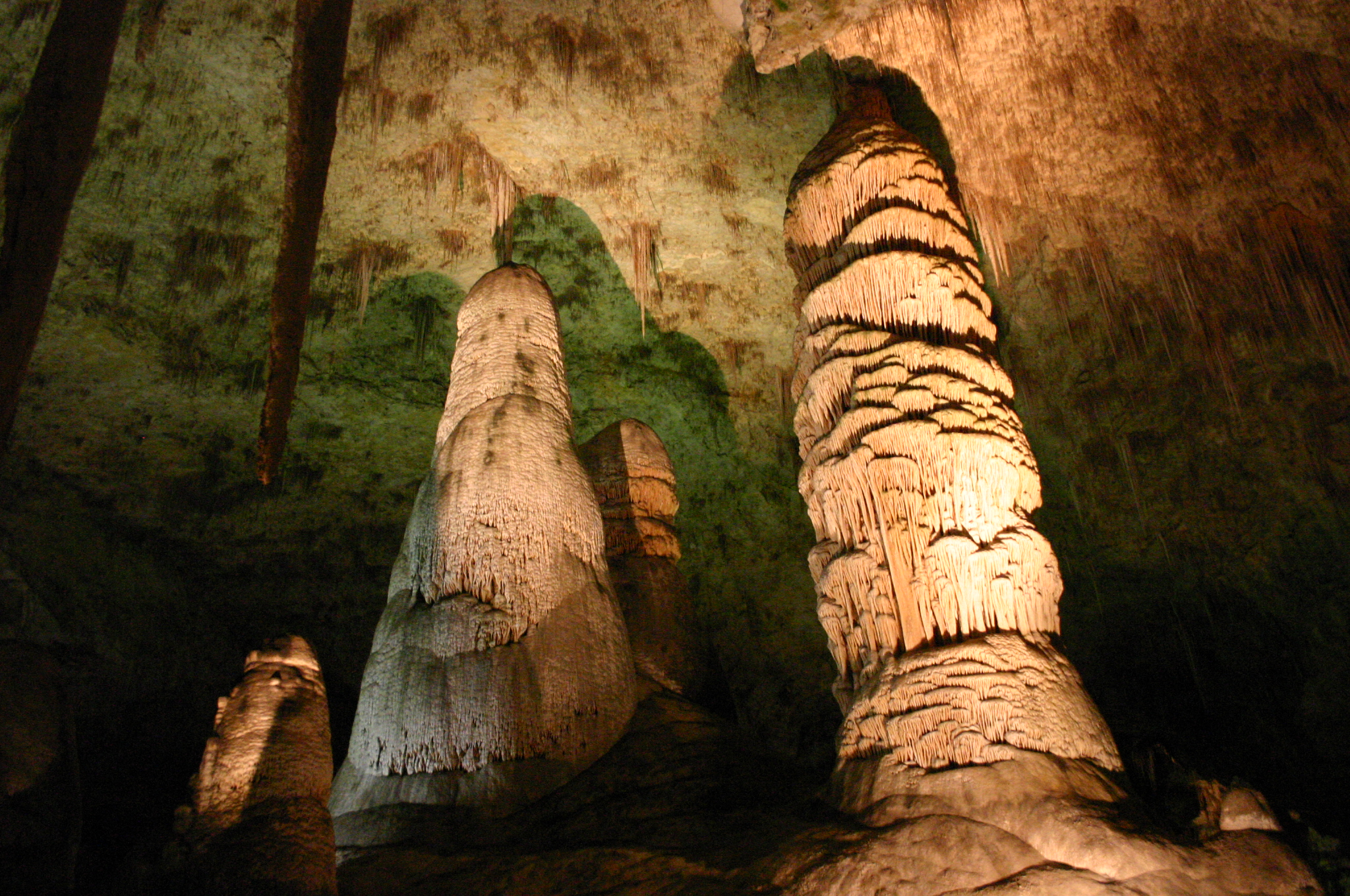
Stalagmite în Camera Mare (1)
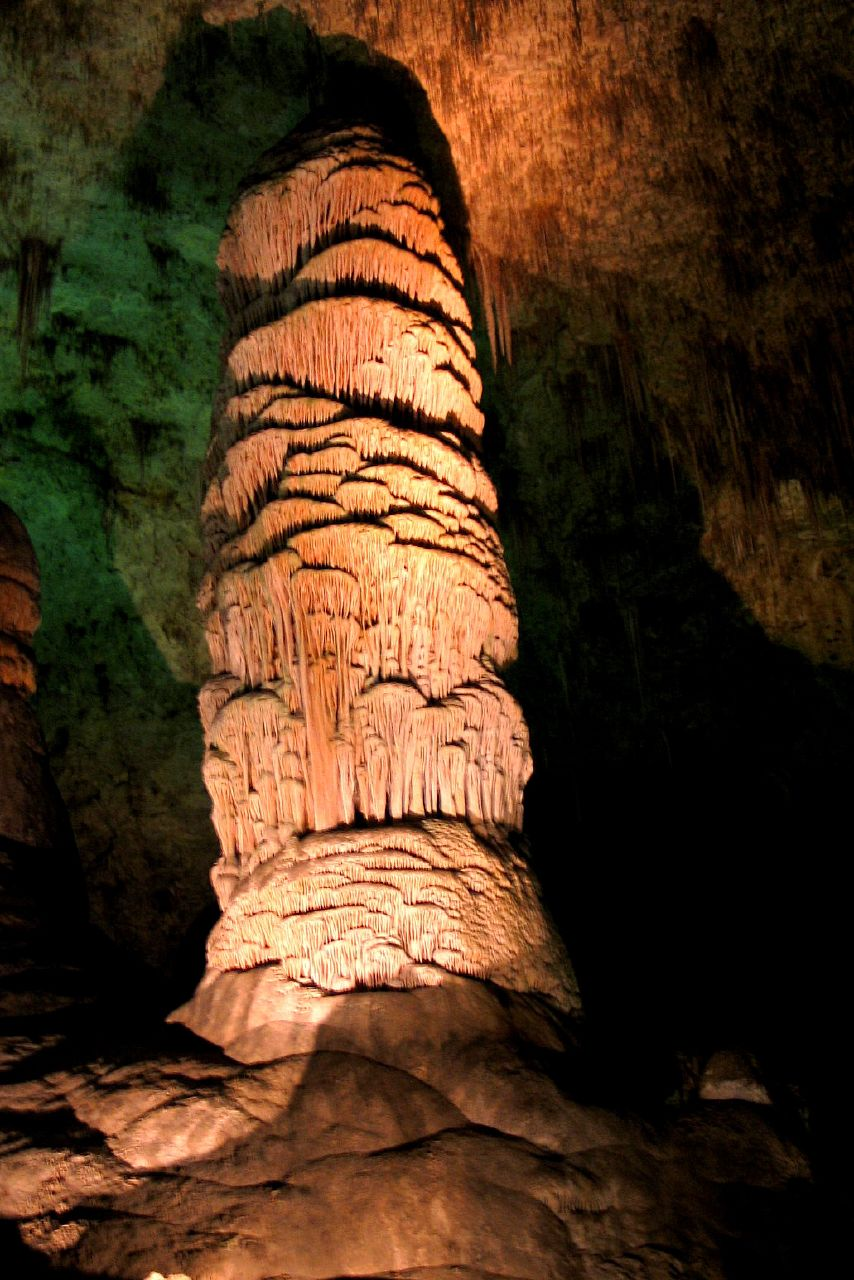
Stalagmite în Camera Mare (2)
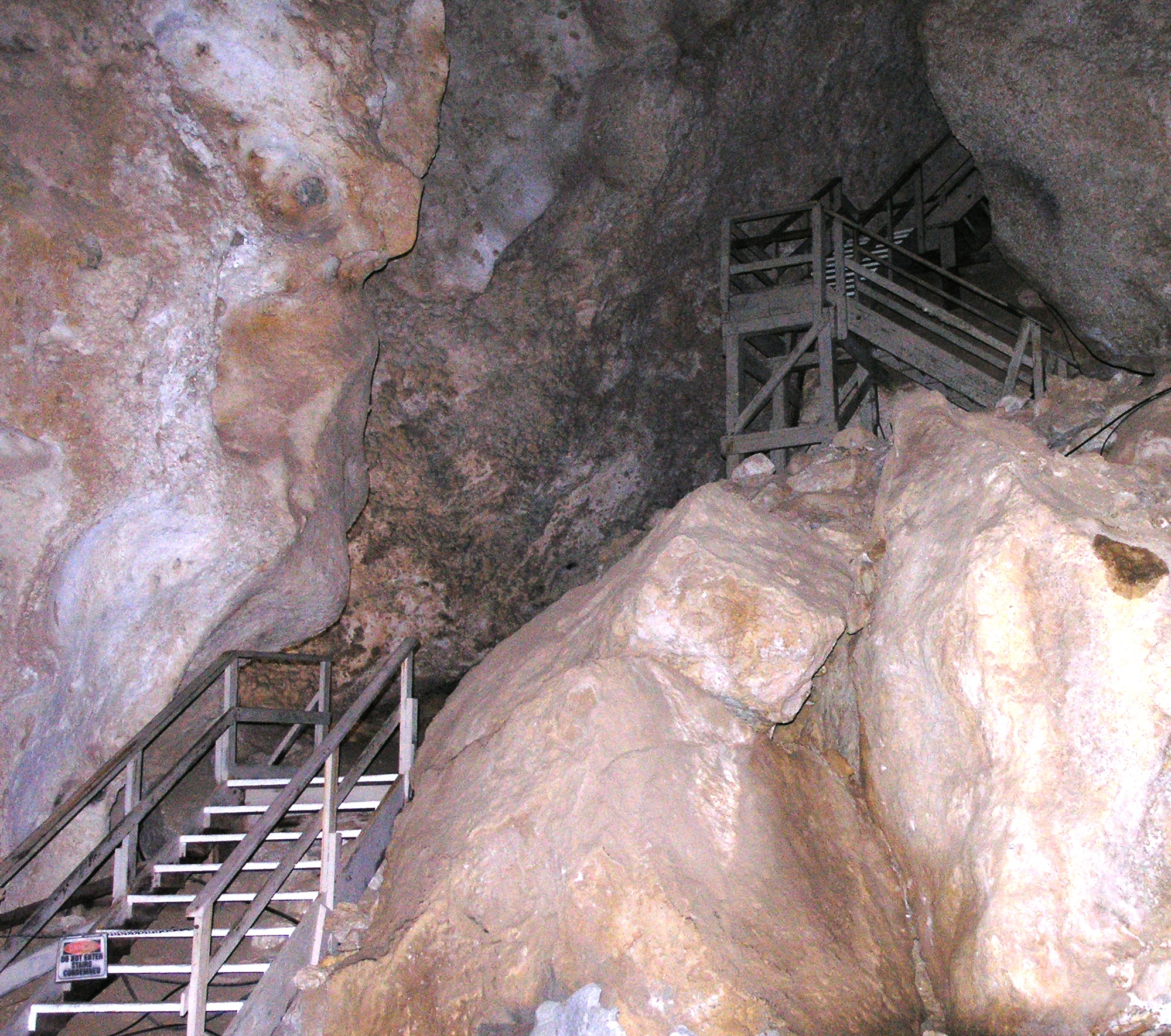
Unele dintre cele mai vechi scări din peşteră
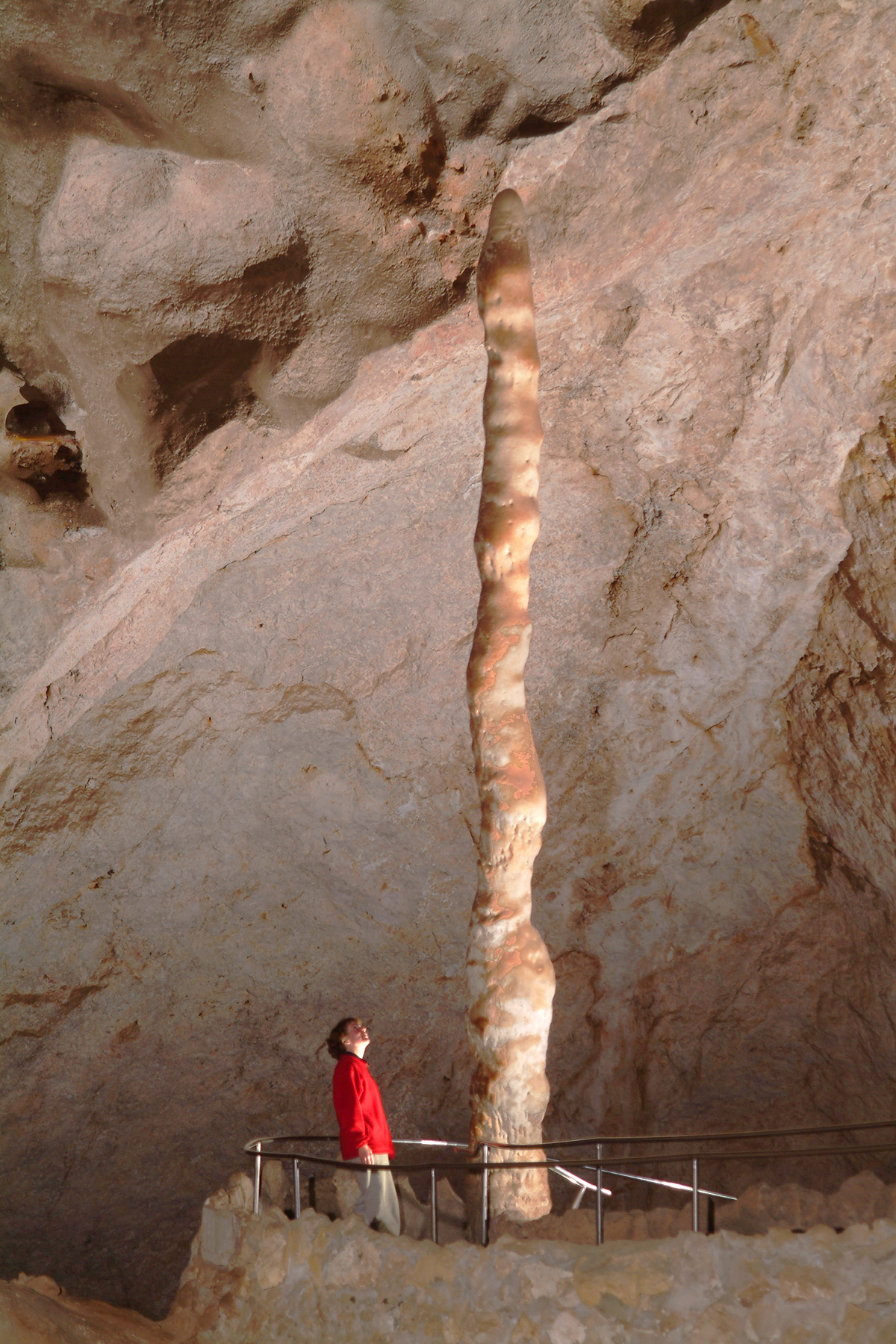
"Degetul vrăjitoarei"